# Carles Busquets
Carles Busquets i Barroso (Barcelona, 19 de julho de 1967) é um treinador e ex-futebolista espanhol que atuava como goleiro. Atualmente é treinador de goleiros do Barcelona B.
É pai do volante Sergio Busquets.

## Carreira
Formado nas categorias de base do Barcelona, "Busi" (apelido do jogador) jogou no time B dos Blaugranas entre 1987 e 1992, sendo que ainda neste período foi alçado pelo técnico holandês Johan Cruijff à equipe principal aos 23 anos (idade alta para promoção de um atleta da base).
Com a saída do então titular Andoni Zubizarreta (de quem era seu reserva imediato) para o Valencia, assumiu a vaga deste em 1994, mas ele já havia feito sua estreia em La Liga um ano antes, no jogo contra o Racing Santander.
No período em que foi titular, o goleiro alternava bons momentos com atuações irregulares, e isto comprometeu sua situação no gol do Barcelona, que resolveu contratar o português Vítor Baía para ser o novo titular e o holandês Ruud Hesp como segunda opção. Busquets acabaria sendo relegado a terceiro goleiro dos Culés. Na temporada 1998-99, a situação do goleiro tornou-se insustentável quando declarou que Cruijff tinha mais qualidade que Louis van Gaal, o novo comandante barcelonista.
Ainda em 1999, Busquets assinou com a UE Lleida, onde jogaria até 2003, ano de sua aposentadoria como jogador. Nove meses depois, regressaria ao Barcelona como treinador dos goleiros da base. Em paralelo, fazia curso para tornar-se treinador. Com a escolha de Josep Guardiola para substituir Frank Rijkaard no comando técnico do Barcelona, "Busi" tornava-se treinador de goleiros do time B.
Na temporada 2010-11, passaria a treinar os goleiros do time principal, mas com a volta de Juan Carlos Unzué (que havia trabalhado como treinador do Numancia) para a mesma função, ele seria novamente remanejado ao Barcelona B.

## Seleção
"Busi" nunca foi chamado para defender a Seleção Espanhola principal, tendo defendido apenas a equipe Sub-16 em três jogos, todos em 1983.
Esteve presente também em duas partidas com a Seleção Catalã.

## Títulos
Barcelona
- Liga dos Campeões da UEFA: 1991-92
- Recopa Europeia: 1996-97
- Supercopa da UEFA:  1992, 1997
- La Liga: 1993–94 e 1997–98
- Copa del Rey: 1996–97
- Supercopa da Espanha: 1991, 1992, 1994 e 1996